# متودی دیانوف
متودی دیانوف (انگلیسی: Metodi Deyanov؛ زادهٔ ۳ آوریل ۱۹۷۵) بازیکن فوتبال اهل بلغارستان است.
از باشگاه‌هایی که در آن بازی کرده است می‌توان به باشگاه فوتبال او.اف.آی کرته، باشگاه فوتبال آنورتوسیس فاماگوستا، و باشگاه فوتبال زسکا صوفیه اشاره کرد.